# Prix Minkowski

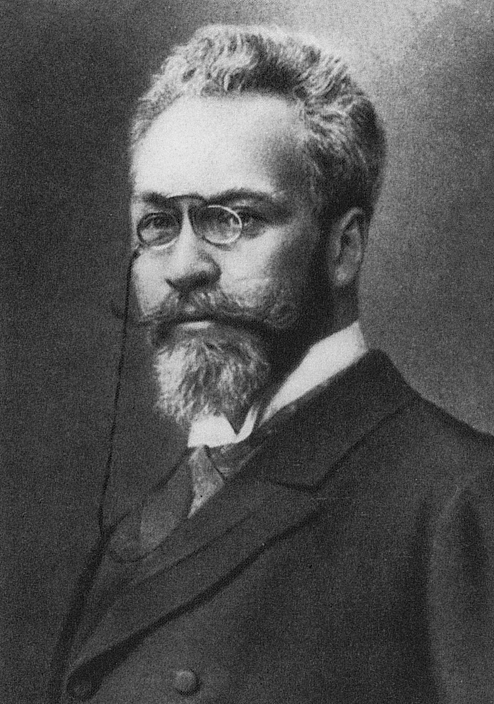
Portrait d'Oskar Minkowski, antérieur à 1930.

Le prix Minkowski  est attribué par l'Association Européenne pour l'Étude du Diabète (EASD) en reconnaissance des activités de recherche dans le domaine du diabète par une personne résidant en Europe. 
Le prix Minkowski récompense des recherches ayant contribué à l'avancement des connaissances concernant le diabète et rend  hommage à Oskar Minkowski, médecin et physiologiste allemand. Il est attribué annuellement depuis 1966 et les personnes lauréates sont invitées prendre la parole au cours de la conférence annuelle de l'EASD. Depuis 1966 le prix est sponsorisé par la compagnie pharmaceutique Sanofi-Aventis. Il consiste en un certificat et 20 000 euros ainsi que le remboursement de frais de voyage. Les candidats et candidates doivent être âgées de moins de 45 ans au premier janvier de l'année en cours. 
Self-nomination is also possible.

## Listes des lauréats et lauréates
- 1966 Aarhus – P. J. Randle (Royaume-Uni)
- 1967 Stockholm – E. R. Froesch (Suisse)
- 1968 Louvain – L. A. Carlson (Suède)
- 1969 Montpellier – B. Hellman (Suisse)
- 1970 Warsaw – B. Jeanrenaud (Suisse)
- 1971 Southampton – C. N. Hales (Royaume Uni)
- 1972 Madrid – W. J. Malaisse (Belgique)
- 1973 Brussels – Lelio Orci (Suisse)
- 1974 Jerusalem – E. Cerasi (Suède)
- 1975 Munich – P. Freychet (France)
- 1976 Helsinki – K. D. Hepp (Allemagne)
- 1977 Geneva – J. Wahren (Suède)
- 1978 Zagreb – Jorn Nerup (Danemark)
- 1979 Vienna – S. J. H. Ashcroft (Royaume Uni)
- 1980 Athens – I.-B. Taljedal (Suède)
- 1981 Amsterdam – Pierre De Meyts (Belgique)
- 1982 Budapest – G. F. Bottazzo (Royaume Uni)
- 1983 Oslo – S. L. Howell (Royaume Uni)
- 1984 London – A. Lernmark (Danemark)
- 1985 Madrid – E. Van Obberghen (France)
- 1986 Rome – Daniel Pipeleers (Belgique)
- 1987 Leipzig – Jean-Louis Carpentier (Suisse)
- 1988 Paris – J. C. Hutton (Royaume Uni)
- 1989 Lisbon – H. U. Häring (Allemagne)
- 1990 Copenhagen – Philippe Halban (Suisse)
- 1991 Dublin – C. Boitard (France)
- 1992 Prague – E. Van Schaftingen (Belgique)
- 1993 Istanbul – Hannele Yki-Järvinen (Finlande)
- 1994 Düsseldorf – Thomas Mandrup Poulsen (Danemark)
- 1995 Stockholm – J. Todd (Royaume Uni)
- 1996 Vienna – Patrik Rorsman (Danemark)
- 1997 Helsinki – Philippe Froguel (France)
- 1998 Barcelona – Johan H. Auwerx (France)
- 1999 Brussels – R. Scharfmann (France)
- 2000 Jerusalem – Helena Edlund (Suède)
- 2001 Glasgow – Julee R. Zierath (Suède)
- 2002 Budapest – Bart O. Roep (Pays-Bas)
- 2003 Paris – Michael Stumvoll (Allemagne)
- 2004 Munich – Guy A. Rutter (Royaume Uni)
- 2005 Athens – Peter Rossing (Danemark)
- 2006 Copenhagen – Michael Roden (Austriche)
- 2007 Amsterdam – Markus Stoffel (Suisse)
- 2008 Rome – Jens Claus Brüning (Allemagne)
- 2009 Vienna – Gianluca Perseghin (Italie)
- 2010 Stockholm - F. Gribble (Royaume-Uni)
- 2011 Lisbonne - N. Sattar (Royaume-Uni)
- 2012 Berlin - T.M. Frayling (Royaume-Uni)
- 2013 Barcelone - Miriam Cnop (Belgique)
- 2014 Vienne - A.Gloyn (Royaume-Uni)
- 2015 Stockholm - M. Blüher (Allemagne)
- 2016 Munich - P. Schrauwen (Pays-Bas)
- 2017 Lisbonne - E.R. Pearson (Royaume-Uni)
- 2018 Berlin - F. Bäckhed (Suède)
- 2019 Barcelone - F.K. Knop (Danemark)
- 2020 Réunion virtuelle - G.P. Fadini (Italie)
- 2021 Réunion virtuelle - A. Bonnefond (France)